# Веденский округ
Веденский округ — административно-территориальная единица Терской области Российской империи, существовавшая в 1870—1888 и 1905—1921 годах. Административный центр — село Ведено.

## Географическое положение
Располагался на юго-востоке современной Чечни, в районе области Ичкерия, исторической прародины чеченского народа.

## История
Веденский округ был образован в 1870 году из земель Ичкеринского округа и западной части, населенной чеченцами, упраздненного Нагорного округа. В 1888 году был включен в состав Грозненского округа. В 1905 году, в результате разукрупнения Грозненского округа Терской области вновь был образован Веденский округ.
Упразднён в 1921 году, когда его территория вошла в состав Горской АССР.

## Административное деление
В 1913 году в состав округа входило 87 сельских правлений:
| - Автурынское — с. Автуры, - Агишбатойское — с. Агишбатой, - Агиштынское — с. Агишты, - Азамат-Юртское — с. Азамат-Юрт, - Айти-Мохкское — с. Айти-Мохк, - Аллеройское — с. Аллерой, - Амир-Аджи-Юртское — с. Амир-Аджи-Юрт, - Ачарышкинское — с. Ачарышки, - Балансунское — с. Балансу, - Бачи-Юртское — с. Бачи-Юрт, - Белгатойское — с. Белгатой, - Белгатойское — с. Белгатой, - Бенойское — с. Беной, - Бехти-Мохкское — с. Бехти-Мохк, - Бильтынское — с. Бильты, - Бичим-Базарское — с. Бичим-Базар, - Босоевское — с. Босой, - Валерикское — с. Валерик, - Вешендиреевское — с. Вешендирой, - Веденское — сл. Ведено, - Гезинчукское — с. Гезинчу, - Гельдигенское — с. Гельдиген, | - Гендыргенское — с. Гендырген, - Герзель-Аульское — с. Герзель-Аул, - Герменчукское — с. Герменчук, - Гилянское — с. Гиляны, - Гордалинское — с. Гордали, - Гудермесское — с. Гудермес, - Гунинское — с. Гуни, - Даргинское — с. Дарго, - Датахское — с. Датах, - Джигуртынское — с. Джигурты, - Дуба-Юртское — с. Дуба-Юрт, - Дышне-Веденское — с. Дышне-Ведено, - Замай-Хуторское — с. Замай-Хутор, - Зандакаранское — с. Зандакара, - Зандакское — с. Зандак, - Зебир-Юртское — с. Зебир-Юрт, - Зивирхинское — с. Зивирхи, - Иса-Юртское — с. Иса-Юрт, - Итсуское — с. Итсу, - Ишхо-Юртское — с. Ишхо-Юрт, - Кади-Юртское — с. Кади-Юрт, - Катер-Юртское — с. Катер-Юрт, | - Киринское — с. Кири, - Кошхельдынское — с. Кошхельды, - Куренбийское — с. Куренбий, - Курчалинское — с. Курчали, - Курчалойское — с. Курчалой, - Маиртупское — с. Маиртуп, - Макажоевское — с. Макажой, - Мало-Шуанинское — с. Малые Шуани, - Мескер-Юртское — с. Мескер-Юрт, - Махкетынское — с. Махкеты, - Мескетынское — с. Мескеты, - Найбердынское — с. Найберды, - Нижелоевское — с. Нижелой, - Ново-Элистанджинское — с. Новые Элистаджи, - Ножай-Юртское — с. Ножай-Юрт, - Ойсунгурское — с. Ойсунгур, - Ригахоевское — с. Ригахой, - Садоевское — с. Садой, - Сальбюрнское — с. Сальбюрн, - Саургоское — с. Саурго, - Саясанское — с. Саясан, - Сержин-Юртское — с. Сержень-Юрт, | - Таузеньское — с. Таузень, - Тезень-Кальское — с. Тезень-Кале, - Турту-Хуторское — с. Турту-Хутор, - Устар-Гордойское — с. Устар-Гордой, - Хатунинское — с. Хатуни, - Хоевское — с. Хой, - Харочайское — с. Харочай, - Ца-Веденское — с. Ца-Ведено, - Центоройское — с. Центарой, - Центоройское — с. Центарой, - Цоцон-Юртское — с. Цоцан-Юрт, - Чечель-Юхское — с. Чечель-Юх, - Чишкинское — с. Чишки, - Чубахкинроевское — с. Чубахкинрой, - Шалийское — с. Шали, - Элисхан-Юртское — с. Элисхан-Юрт, - Энгель-Юртское — с. Энгель-Юрт, - Энгенойское — с. Энгеной, - Эникальское — с. Эникале, - Эрсенойское — с. Эрсеной, - Ялхой-Мохкское — с. Ялхой-Мохк. |